# オクターヴ・ミルボー
オクターヴ・ミルボー（Octave Mirbeau, 1848年2月16日カルヴァドス県トレヴィエール - 1917年2月16日パリ）は、フランスの作家、劇作家。

## 略歴
ジャーナリストとして出発、1899年に小説『責苦の庭』を発表して注目をあびる。続いて1900年には『小間使の日記』をあらわし、1903年には戯曲『ビジネスはビジネス』を書き、自然主義作家としての地位を確立した。また、モネやロダンとも交友をふかめ、美術批評においても一家をなした。『小間使の日記』がルイス・ブニュエル監督によって映画化されると（1964年）、20世紀後半になって、世紀末作家として再評価され、初期の作品『セバスティアン・ロック』、『ジュール神父』などもあいついで再刊されている。またゴッホを描いた新聞小説『天空にて』（1892年 - 1893年）も注目される。

## 作品
- Le Calvaire (1886).
- L'Abbé Jules (1888).
- Sébastien Roch (1890).
- Dans le ciel (1893-1989).
- Les Mauvais bergers (1897).
- Le Jardin des supplices （責苦の庭） (1899).
- Le Journal d'une femme de chambre （小間使の日記） (1900).
- Les 21 jours d'un neurasthénique (1901).
- Les affaires sont les affaires (ビジネスはビジネス) (1903).
- Farces et moralités (1904).
- La 628-E8 (1907).
- Le Foyer (1908).
- Dingo (1913).
- Contes cruels (1990).
- L'Affaire Dreyfus (1991).
- Lettres de l'Inde (1991).
- Combats esthétiques (1993).
- L'Amour de la femme vénale (1994).
- Combats littéraires (2006).
- Correspondance générale (2003 - 2005 - 2009).

## 伝記研究
- ピエール・ミシェル, Octave Mirbeau, l'imprécateur au cœur fidèle, 1990.
- Cahiers Octave Mirbeau, 1994-2014.

## 日本語訳
- 『責苦の庭』　篠田知和基訳、国書刊行会、1984年
- 『恐ろしい話』　ちくま文学の森：筑摩書房、1988年－短編「ごくつぶし」
- 『フランス幻想文学傑作選3』　白水社、1983年－短編「呪われた制服」
- 戦前では、『小間使の日記』　岡野かをる訳、春陽堂、1932年
- 『近代劇全集』第一書房、1927年－戯曲『事業は事業』
- 『メイドの日記』高橋昌久訳、京都緑社、2023年